# Laekens slott
Laekens slott (franska: Château de Laeken; nederländska: Kasteel van Laken) är ett kungligt slott i Belgien. Det ligger i huvudstaden Bryssel, i stadsdelen Laeken cirka 5 kilometer norr om Bryssels stadskärna och i närheten av Atomium. Slottet är bostad för kung Philippe och drottning Mathilde samt deras barn.
Slottet ligger i mitten av en park kallad Laekens Kungliga Domän, som är stängd för allmänheten. Slottet hette ursprungligen Schonenbergs Slott och kallas allmänt för kungliga slottet. 

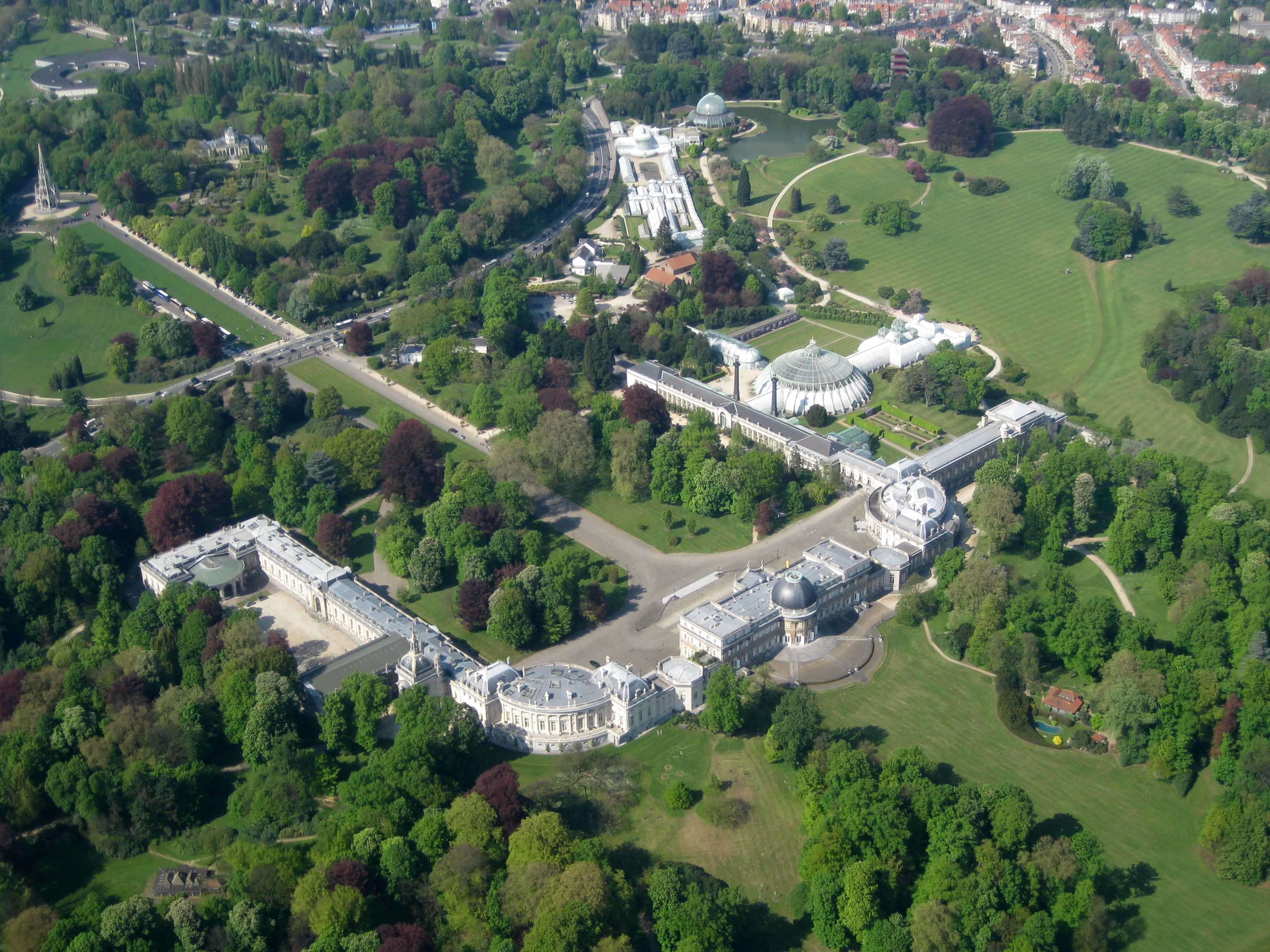
Flygbild över Laekens slott.

Laekens slott är den belgiska kungafamiljens officiella bostad. Den ska inte förväxlas med Kungliga slottet i Bryssel, som är kungafamiljens officiella palats (arbetsplats, det vill säga inte bostad), där officiella ceremonier äger rum.

## Historik
Slottet byggdes vid Laeken, som då låg utanför Bryssel, mellan 1782 och 1784. Det uppfördes av Louis Montoyer efter plan av Charles de Wailly, och inreddes av Jean-Joseph Chapuis. Det byggdes på beställning av det dåvarande Österrikiska Nederländernas ståthållare Maria Kristina av Österrike och hennes make Albert Kasimir av Sachsen-Teschen, som använde det som sommarresidens.
Kejsar Napoleon I använde slottet vid sina besök i området under den tid det tillhörde Frankrike. Under de hundra dagarna 1815 utfärdade han en proklamation från slottet. 
När Belgien utropades till en självständig nation, välkomnades dess första kung Leopold I av Belgien av Bryssels borgmästare 21 juli 1831. Slottet har varit kungafamiljens officiella privatbostad sedan dess. Slottet brann 1890, renoverades av Alphonse Balat och fick sitt nuvarande utseende av Charles Girault 1902. 

## Parken
Parken kring slottet är stor och innehåller berömda anläggningar med växthus, sjöar, golfbanor, konstverk och ett antal byggnader, paviljonger och ett japanskt torn. De kungliga växthusen anlades mellan 1874 och 1895. Anläggningarna är också hem för fåglar och fiskar. 

## Nutida användning
Slottet är kungafamiljens officiella privatbostad. Varken slottet eller parken är öppet för allmänheten, med undantag för växthusen, som är öppna för allmänheten under blomningen några veckor per år.